# 松塚俊三
松塚 俊三（まつづか しゅんぞう、1946年 - ）は、日本の歴史学者。福岡大学人文学部歴史学科名誉教授。専門はイギリス近代史、民衆史、教育史。

## 経歴
立命館大学文学部卒業、1980年、名古屋大学大学院文学研究科博士課程満期退学。

## 著作

### 著書
- 『歴史のなかの教師―近代イギリスの国家と民衆文化―』（山川出版社, 2001年）

### 共編著
- 『国家・共同体・教師の戦略―教師の比較社会史―』(叢書・比較教育社会史) （安原義仁との共編著）（昭和堂, 2006年）

### 訳書
- P・J・コーフィールド『イギリス都市の衝撃 1700-1800年』（坂巻清との共訳）（三嶺書房, 1989年）
- R・F・ウィアマス『宗教と労働者階級―メソジズムとイギリス労働者階級運動 1800-1850―』（岸田紀, 中村洋子との共訳）（新教出版社, 1994年）
- R・オルドリッチ『イギリスの教育―歴史との対話―』（安原義仁との共訳）（玉川大学出版部, 2001年）
- R・マックウィリアム『19世紀イギリスの民衆と政治文化―ホブズボーム・トムスン・修正主義をこえて―』（昭和堂, 2004年）
- J・M・エリス『長い18世紀のイギリス都市 1680-1840』(りぶらりあ選書) （小西恵美, 三時眞貴子との共訳）（法政大学出版局, 2008年）